# Tom Regan
Tom Regan (Pittsburgh, Pennsilvània, 28 de novembre de 1938 - Raleigh, Carolina del Nord, 17 de febrer de 2017) va ser un filòsof estatunidenc, que s'especialitzà en la teoria sobre els drets dels animals. Fou professor emèrit de filosofia a la Universitat Estatal de Carolina del Nord, on va ensenyar des de 1967 fins al seu retir el 2001.
Regan va ser l'autor de quatre llibres sobre la filosofia dels drets dels animals, incloent-hi The Case for Animal Rights, i d'un grapat d'estudis que han influït en el modern moviment d'alliberament animal. En aquests, afirma que els animals no humans són el que ell anomena la "subjectes-d'-una-vida ", igual que el que els éssers humans són, i que, si volem atribuir valor a tots els éssers humans independentment de la seva capacitat de ser éssers racionals, a continuació, a fi de ser coherents, cal atribuir-lo igualment als no humans.

## Rerefons
Regan es va graduar de la Thiel College el 1960, rebent la seva mestria el 1962 i el seu doctorat el 1966 de la Universitat de Virgínia. Va ensenyar filosofia a la Universitat Estatal de Carolina del Nord, des de 1967 fins a 2001.

## Drets dels animals
A The Case for Animal Rights, Regan argumenta que els animals no humans són objecte de drets morals. La seva filosofia es troba en general dins de la tradició d'Immanuel Kant, si bé ell rebutja la idea de Kant que el respecte es deu sol als éssers racionals. Regan argumenta que sistemàticament atribuïm valor intrínsec, i, per tant, el dret a ser tractats amb respecte als éssers humans que no són racionals incloent els nadons i a aquells que sofreixen discapacitats mentals greus.
L'atribut crucial que tots els humans tenen en comú, segons ell, no és la racionalitat sinó el fet que cada un té una vida que té valor per a nosaltres; en altres paraules, el que succeeix ens importa sense importar que li n'importi qualsevol altre. En la terminologia de Regan, cadascú estem experimentant ser "subjecte-d'-una-vida ". Si això és sens dubte la base per atribuir valor inherent als individus, per ser consistents s'hauria d'atribuir valor intrínsec i, per tant, drets morals, a tots els subjectes d'una vida, ja siguin humans o no humans. El dret bàsic que tots els que tinguin valor inherent tenen, argumenta, és el dret a no ser tractat simplement com un mitjà per als finals d'altres.

## Obra
- Empty Cages: Facing the Challenge of Animal Rights, publicat per Rowman i Littlefield, Lanham, Maryland, (2004). ISBN 0-7425-3352-2, 229 pàgines.
  - Jaulas Vacías. El Desafío de los Derechos de los Animales, publicat per Fundación Altarriba, Barcelona, (2006). ISBN 84-611-0672-5 ISBN 978-84-611-0672-1
- Die Tierrechtsdebatte. Interdisziplinäre Arbeitsgemeinschaft Tierethik Arxivat 2007-08-27 a Wayback Machine. (Hrsg.). Tierrechte - Eine interdisziplinäre Herausforderung Arxivat 2007-08-27 a Wayback Machine.. Erlangen 2007. ISBN 978-3-89131-417-3
- The Case for Animal Rights, University of Califòrnia Press (1983, 1985, 2004)
- All That Dwell Therein: Essays on Animal Rights and Environmental Ethics (1982)
- Animal Sacrifices: Religious Perspectives on the Use of Animals in Science (1986)
- Defending Animal Rights, University of Illinois Press (2001). ISBN 0-252-02611-X